# Войводина (дем Еордея)
Вижте пояснителната страница за други значения на Войводина.
Войводина (на гръцки: Σπηλιά, Спилия, до 1927 година Βοεβοδίνα, Воеводина, на турски: Oyvodina, Ойводина) е село в Егейска Македония, Република Гърция, част от дем Еордея на област Западна Македония.

## География
Селото е разположено на 820 m надморска височина, на 15 km източно от Кайляри (Птолемаида), в подножието на планината Каракамен (Вермио).

## История

### Античност
Край Войводина е открита македонска гробница, сходна с тези открити във Вергина.

### В Османската империя
В края на XIX век Войводина е турски чифлик. В „Етнография на вилаетите Адрианопол, Монастир и Салоника“, издадена в Константинопол в 1878 година и отразяваща статистиката на населението от 1873 година, Войводино (Voïvodino) е посочено като село в каза Джумали с 15 домакинства и 30 жители мюсюлмани.
В 1889 година Стефан Веркович („Топографическо-этнографическій очеркъ Македоніи“) пише за Войводина:
| „ | На юг от тук [Козлукьой] лежи мохамеданското село Войвошина с 28 къщи и 62 нуфузи, от които се взима 3100 пиастри данък. В селото има 1 джамия и няколко извора. | “ |

Според статистиката на Васил Кънчов („Македония. Етнография и статистика“) в 1900 година Войводина има 250 жители турци.
На Етнографската карта на Битолския вилает на Картографския институт в София от 1901 година Воеводино е чисто турско село в Кайлярската каза на Серфидженския санджак с 45 къщи.
Според статистика на Серфидженския санджак на гръцкото консулство в Еласона от 1904 година във Войводина (Βοϊβοντίνα), Кайлярска каза, живеят 250 турци.

### В Гърция
През Балканската война в селото влизат гръцки части, а след Междусъюзническата война Войводина попада в Гърция. Боривое Милоевич пише в 1921 година („Южна Македония“), че Войводина (Воjводина) има 30 къщи турци. В 1924 година след гръцката катастрофа в Гръцко-турската война турското население се изселва от Войводина и в селото са заселени гърци бежанци от Турция. В 1928 година селото е чисто бежанско и има 86 бежански семейства с 332 души. В 1927 година селото е прекръстено на Спилия.
В документ на гръцките училищни власти от 1 декември 1941 година се посочва, че във Войводина живеят 300 бежански семейства.
Традиционно населението отглежда жито, картофи, грозде и се занимава и със скотовъдство.
| Име     | Име       | Ново име   | Ново име   | Описание                                     |
| ------- | --------- | ---------- | ---------- | -------------------------------------------- |
| Каракоч | Κορακότσι | Пигес      | Πηγές      | местност в Каракамен на СИ от Войводина      |
| Шапкара | Σιαπκάρα  | Воскотопос | Βοσκότοπος | връх в Каракамен на СИ от Войводина (1620 m) |

| Година    | 1913 | 1920 | 1928 | 1940 | 1951 | 1961 | 1971 | 1981 | 1991 | 2001 | 2011 | 2021 |
| --------- | ---- | ---- | ---- | ---- | ---- | ---- | ---- | ---- | ---- | ---- | ---- | ---- |
| Население | 381  | 378  | 351  | 394  | 347  | 375  | 188  | 133  | 114  | 134  | 69   | 35   |